# 寿町 (深谷市)
寿町（ことぶきちょう）は、埼玉県深谷市の地名。丁番のない単独町名である。住居表示実施地区。郵便番号は366-0025。

## 地理
深谷市の中心部に位置している。南側の境界を高崎線が走る。北側の境界は旧日本煉瓦製造上敷免工場 専用鉄道線跡地のあかね通りである。全域が宅地化され、戸建ての住宅が立ち並ぶ。

## 歴史
- 1972年（昭和47年）2月19日 - 大字深谷、大字西島、大字国済寺の各一部から成立。

## 交通

### 鉄道
最寄り駅はJR東日本高崎線「深谷駅」である。

### 道路
- あかね通り（歩行者専用道）

## 地域
- 寿町公園